# Escadabius
Genre
Escadabius est un genre d'opilions laniatores de la famille des Escadabiidae.

## Distribution
Les espèces de ce genre sont endémiques du Pernambouc au Brésil.

## Liste des espèces
Selon World Catalogue of Opiliones (14/10/2021) :
- Escadabius schubarti Roewer, 1949
- Escadabius spinicoxa Roewer, 1949
- Escadabius ventricalcaratus Roewer, 1949

## Publication originale
- Roewer, 1949 : « Über Phalangodiden I. (Subfam. Phalangodinae, Tricommatinae, Samoinae.) Weitere Weberknechte XIII. » Senckenbergiana, vol. 30, p. 11–61.